# Manga (Burkina Faso)
Manga es una ciudad localizada en la provincia de Zoundwéogo en Burkina Faso. Es la capital de dicha provincia y de la región Centro-Sud.
Está situada a 283 m s. n. m.
Su alcalde es Jean-Claude Bouda.

## Demografía
El número de habitantes según el año:
| 1996  | 2005  | 2006  | 2013  | 2019  |
| ----- | ----- | ----- | ----- | ----- |
| 14035 | 17705 | 18861 | 23614 | 28612 |